# 藤野恵美
藤野 恵美（ふじの めぐみ、1978年 -）は、日本の小説家、推理作家。大阪府堺市生まれ。箕面市在住。2020年より、大阪芸術大学で講師を務める。現在、特任准教授。

## 経歴・人物[5]
大阪芸術大学文芸学科卒業。第20回福島正実記念SF童話賞佳作受賞、『ねこまた妖怪伝』で第2回ジュニア冒険小説大賞（岩崎書店）受賞。児童文学から一般文芸まで幅広いジャンルで活躍中。
『七時間目の怪談授業』から始まるシリーズは、科学的懐疑主義の立場からオカルト現象を扱った児童文学であり、疑似科学を批判している大阪大学教授菊池誠らから、高く評価された。
『世界で一番のねこ』が、子役タレントのはるかぜちゃん(春名風花) に影響を与えた本のランキング1位として紹介され、ツイッターなどで話題となった。
『ハルさん』（創元推理文庫）が「2013年　文庫大賞」（啓文堂大賞　文庫部門）に選ばれた。
『雲をつかむ少女』や『淀川八景』が私立中学の入試問題、『ぼくの嘘』が私立大学の入試問題に出題されるなど、試験や教材としての引用も多数。
【執筆以外の仕事】
みちと近畿のショートストーリーコンテスト「小学生の部」  審査員
『ステーション文庫新人賞』 審査員
書評漫才グランプリ in OSAKA  審査員
堺市立東深井小学校にて講演会
西宮市立鳴尾図書館にて講演会
大阪市立中央図書館にて講演会
兵庫県私学会館にて中学高等学校図書館関係者向けの講演会
箕面市立萱野小学校にてオーサービジット
箕面市立中小学校にてオーサービジット
箕面市立豊川南学校にてオーサービジット
箕面市立第一中学校にてオーサービジット
創作サポートセンター「文章講座」講師
創作サポートセンター「エンターテインメントノベル講座」講師

## 受賞・候補歴
- 2002年 - 「トイ・キッズ」で第20回福島正実記念SF童話賞佳作。
- 2003年 - 『ねこまた妖怪伝』で第2回ジュニア冒険小説大賞を受賞。
- 2013年 - 『ハルさん』で2013年啓文堂大賞受賞。
- 2013年 - 『ぼくの嘘』で第51回野間児童文芸賞候補。
- 2015年 - 『雲をつかむ少女』で第53回野間児童文芸賞候補。
- 2020年 - 『しあわせなハリネズミ』で第58回野間児童文芸賞候補。

## 作品リスト

### 光文社
- ショコラティエ （2018年7月　単行本）
- ショコラティエ （2021年4月　光文社文庫）
- ギフテッド（2022年11月　単行本）

### 岩崎書店
- ねこまた妖怪伝（2004年4月）
- ねこまた妖怪伝２（2007年8月）

### KADOKAWA
- わたしの恋人 （2014年6月 角川文庫）
- ぼくの嘘 （2015年1月 角川文庫）
- ふたりの文化祭 （2016年3月 単行本／2019年2月 角川文庫）
- きみの傷跡（2021年3月 単行本)
- ねこまた妖怪伝（岩崎書店版の新装版）
  - ねこまた妖怪伝 妖怪だって友だちにゃ!（2015年5月 角川つばさ文庫）
  - ねこまた妖怪伝 いのちをかけた約束にゃ!（2016年1月 角川つばさ文庫）
- おなじ世界のどこかで（2018年4月 角川文庫）

### ジャイブ
- 怪盗ファントム&ダークネスEX-GP
  - 1（2004年9月、カラフル文庫／2008年3月 新装版）
  - 2（2005年5月、カラフル文庫／2008年3月 新装版）
  - 3（2006年2月、カラフル文庫／2008年3月 新装版）
  - 4（2007年5月、カラフル文庫／2008年3月 新装版）
  - 5 スペイン編 （2008年3月カラフル文庫）
  - 5 エジプト編 （2009年3月カラフル文庫）

### 講談社
- 七時間目[9]
  - 七時間目の怪談授業 （2005年3月 青い鳥文庫／2017年5月 新装版）
  - 七時間目の占い入門 （2006年3月 青い鳥文庫／2017年8月 新装版）
  - 七時間目のUFO研究 （2007年3月 青い鳥文庫／2008年3月 青い鳥文庫SLシリーズ／2017年11月 新装版）
- お嬢様探偵ありす
  - お嬢様探偵ありすと少年執事ゆきとの事件簿（2010年5月 青い鳥文庫）
  - お嬢様探偵ありすと少年執事ゆきとの事件簿 時計塔の亡霊事件（2011年6月 青い鳥文庫）
  - お嬢様探偵ありすと少年執事ゆきとの事件簿 豪華客船の爆弾魔事件（2012年3月 青い鳥文庫）
  - お嬢様探偵ありすと少年執事ゆきとの事件簿 秘密の動物園事件（2012年8月 青い鳥文庫）
  - お嬢様探偵ありすと少年執事ゆきとの事件簿 古城ホテルの花嫁事件（2013年6月 青い鳥文庫）
  - お嬢様探偵ありすと少年執事ゆきとの事件簿 一夜姫事件（2014年3月 青い鳥文庫）
  - お嬢様探偵ありす 天空のタワー事件（2015年6月 青い鳥文庫）
  - お嬢様探偵ありすの冒険（2016年10月 青い鳥文庫）
- わたしの恋人 （2010年12月 単行本）
- ぼくの嘘 （2012年10月 単行本）
- 雲をつかむ少女 （2015年3月 単行本）
- しあわせなハリネズミ（2019年5月 単行本）

### アリス館
- ゲームの魔法 （2005年11月）
- 世界で一番のねこ （2008年9月）

### 学研
- 妖怪サーカス団がやってくる! （2006年4月）
- 妖怪サーカス団 キツネの姫と竜神さま （2007年11月）
- 妖怪サーカス団 まめ太と風の神送り （2010年4月）

### 光栄
- 金色のコルダ 君のためにできること （2006年7月／2008年1月　GAMECITY文庫）
- 金色のコルダ 君の音色が好きだから （2007年4月／2008年4月　GAMECITY文庫）
- 金色のコルダ2 君と僕のポリフォニー （2008年9月　GAMECITY文庫）

### 徳間書店
- 紫鳳伝 王殺しの刀 （2007年1月　トクマ・ノベルズ／2017年12月　徳間文庫）
- 紫鳳伝2 神翼秘抄 （2008年5月　トクマ・ノベルズ／2018年1月　徳間文庫）

### 東京創元社
- ハルさん （2007年2月　 ミステリ・フロンティア／2013年3月　 創元推理文庫）

### ポプラ社
- 初恋料理教室 （2014年4月　単行本／2016年10月　ポプラ文庫）
- 見習い編集者・真島のよろず探偵簿 猫入りチョコレート事件（2015年7月　ポプラ文庫ピュアフル）
- 見習い編集者・真島のよろず探偵簿 老子収集狂事件（2015年11月　ポプラ文庫ピュアフル）
- 子どもをキッチンに入れよう！（2020年11月　単行本）

### 文藝春秋
- 淀川八景 （2019年4月　単行本）

### 新潮
- 涙をなくした君に （2019年12月　単行本）

### ラジオドラマ
ラジオ深夜便
『淀川八景』より「あの橋の向こう」　2019年12月2日(月) 午前1:05～午前2:00(55分)
ラジオ深夜便
『おなじ世界のどこかで』　2020年12月19日(土) 午前2:05～午前3:00(55分)

### テレビドラマ
テレビ朝日系
- 日曜ワイド
  - ハルさん〜花嫁の父は名探偵!?（2017年12月3日、主演：生瀬勝久、原作：ハルさん）